# Auvers-Saint-Georges
Auvers-Saint-Georges är en kommun i departementet Essonne i regionen Île-de-France i norra Frankrike. Kommunen ligger i kantonen Étréchy som tillhör arrondissementet Étampes. År 2022 hade Auvers-Saint-Georges 1 250 invånare.

## Befolkningsutveckling
Antalet invånare i kommunen Auvers-Saint-Georges
| Referens: INSEE |